# Jean-Baptiste Chabot
Pour les autres membres de la famille, voir Famille Chabot.
Ne doit pas être confondu avec Jean-Baptiste de Chabot.
Jean-Baptiste Chabot est un prêtre catholique et orientaliste français né à Vouvray (Indre-et-Loire) le 16 février 1860 et mort à Paris le 7 janvier 1948.

## Biographie
Fils d'un vigneron, après des études au grand séminaire de Tours, il est ordonné prêtre dans cette ville en 1885. Nommé vicaire à La Chapelle-sur-Loire, il abandonne le ministère pastoral dès 1887 pour gagner l'Université catholique de Louvain, où il s'initie au syriaque sous la direction du professeur Thomas Joseph Lamy.
En 1892, il soutient sa thèse en latin sur la vie, les écrits et la doctrine d'Isaac de Ninive, comprenant trois homélies inédites de ce théologien, reproduites d'après les manuscrits du British Museum, avec une traduction latine et une comparaison avec une version grecque connue antérieurement.
Ensuite, il se fixe à Paris et devient l'élève, puis le proche collaborateur, de Rubens Duval (1839-1911), titulaire, jusqu'en 1907, d'une chaire « langue et littérature araméennes » au Collège de France. Sous sa direction, il établit une édition bilingue, d'après un manuscrit de la Bibliothèque Vaticane, de la quatrième partie de la Chronique du Pseudo-Denys de Tell-Mahré; ce travail, publié en 1895, vaut à son auteur la qualité de diplômé de la Section des sciences historiques et philologiques de l'École pratique des hautes études.

## Œuvres scientifiques
Après ces deux travaux inauguraux, voici le relevé chronologique de son œuvre scientifique :
- 1893 : établissement, lors d'un premier voyage à Jérusalem, d'un catalogue des manuscrits syriaques du Patriarcat orthodoxe de cette ville (aperçu dans le Journal Asiatique de 1894) ; d'un autre catalogue des manuscrits syriaques acquis depuis 1874 par la Bibliothèque nationale de France (publié en 1896) et, à cette occasion, publication du texte syriaque de la Vie de Mar Bassus, martyr persan, suivie de l'histoire de la fondation de son couvent à Apamée ; par la suite, l'abbé Chabot établira aussi des catalogues et des descriptifs: des manuscrits coptes de la Bibliothèque nationale (publié en 1906) ; des manuscrits syriaques du British Museum, de la Bibliothèque Ambrosienne et des monastères chrétiens du Haut Euphrate ;
- 1895 : article sur Pierre l'Ibère dans la revue de l'Orient latin[1]  et publication chez le même éditeur de l'histoire syriaque du catholicos nestorien Yahballaha III et de son maître Rabban Bar Sauma[2] (travail qui vaut à son auteur le prix Bordin extraordinaire 1897 de l'Académie des inscriptions et belles-lettres) ;
- 1896 : traduction et commentaire, dans la Revue de l'Orient Chrétien, de la Vie du moine Rabban Youssef Bousnaya (mort en 979 à cent dix ans), par son disciple Jean Bar Khaldoun ; édition et traduction, dans les Mélanges d'archéologie et d'histoire publiés cette année-là par l'École française de Rome, du Livre de la chasteté d'Ichodenah de Bassorah (IXe siècle, auteur possible de l'original syriaque de la Chronique de Séert) ; publication, dans le Journal Asiatique, d'une importante étude sur « L'École de Nisibe, son histoire, ses statuts » et d'une notice sur les Yezidis ; publication, dans la Revue Archéologique, d'un « index alphabétique et analytique des inscriptions grecques et latines de la Syrie publiées par Waddington » ;
- 1897 : publication, dans les Nouvelles Archives des missions scientifiques, d'un texte hagiographique du catholicos nestorien Ichoyahb III: l'Histoire de Jésusabran (martyr chrétien converti du mazdéisme, crucifié avec douze compagnons à Erbil en 620) ; présentation au Congrès des orientalistes de la Lettre du catholicos Mar Aba II aux membres de l'École patriarcale de Séleucie; publication de la version syriaque (seule conservée) du Commentaire sur l'Évangile selon saint Jean de Théodore de Mopsueste ; début de la publication, dans le Journal Asiatique (jusqu'en 1901), de « Notes d'Épigraphie et d'Archéologie orientale » (publiées ensuite en quatre fascicules par l'Imprimerie nationale) ; communication à l'Académie des inscriptions et belles-lettres du relevé de dix-huit inscriptions de Palmyre effectué au cours d'un voyage en Syrie ;
- 1897-1898 : publication, dans les Rendiconti della Reale Accademia dei Lincei, de la version syriaque (seule conservée) de trois homélies du patriarche Proclus de Constantinople ; publication, dans la même revue, des Règles monastiques promulguées en 588 par l'abbé Dadjésus pour le monastère du mont Izla, près de Nisibe ; publication, dans le Bulletin de Géographie historique et descriptive, de deux études sur une mappemonde syrienne du XIIIe siècle.

En 1899, l'abbé Chabot parvient à se procurer une copie de la version originale syriaque de la Chronique universelle de Michel le Syrien, retrouvée en 1887 dans une église d'Édesse par Ignace Éphrème II Rahmani, patriarche d'Antioche de l'Église catholique syriaque. C'est le début d'un long travail d'édition bilingue (quatre volumes: 1899-1901-1905-1910 ; introduction, corrections et index ajoutés en 1924).
- 1900 : présentation à l'Académie des inscriptions et belles-lettres du premier fascicule du Répertoire d'Épigraphie Sémitique, fondé par l'abbé sous l'égide de la Compagnie, et dont il sera le principal responsable jusqu'à sa mort ;
- 1902 : édition, dans les Notices et Extraits des Manuscrits (tome XXXVII) de l'Académie des inscriptions et belles-lettres, du Synodicon Orientale (recueil des actes des conciles de l'Église d'Orient), d'après un manuscrit de la Bibliothèque nationale de France et un autre du musée Borgia de Rome ;
- 1903 : fondation de la collection Corpus Scriptorum Christianorum Orientalium, divisée en quatre séries (scriptores syri, coptici, arabici, aethiopici), dont l'abbé Chabot assume seul la direction et l'administration pendant dix ans (soixante-dix volumes de textes originaux ou de traductions publiés sous son contrôle ; participation personnelle : en 1903 et 1905 les Chronica (Syriaca) minora avec I. Guidi et E. W. Brooks, en 1906 les Commentaires sur les Évangiles de Dionysius Bar Salibi avec J. Sedlácek, en 1909-1910 la Chronique d'Élie de Nisibe avec E. W. Brooks, en 1912 la première partie du Commentaire sur l'Évangile selon saint Luc, version syriaque, de Cyrille d'Alexandrie, en 1917 et 1920 une Chronique anonyme syriaque datée de 1234, en 1928 l'Hexaemeron de Jacques d'Édesse avec A. Vaschalde, en 1928 et 1933 l'intégralité de la Chronique du Pseudo-Denys de Tell-Mahré accompagnée d'une traduction latine).

En 1913, l'abbé confie la gestion de la collection à l'Université catholique de Louvain et à celle de Washington, mais il en reste le secrétaire général jusqu'à sa mort.
Le 16 novembre 1917, il est élu membre de l'Académie des inscriptions et belles-lettres, succédant à Michel Bréal, et il devient membre de la commission du Corpus Inscriptionum Semiticarum de la Compagnie, projet lancé par Ernest Renan en 1887, et auquel il collaborait depuis 1893, avec un titre d'auxiliaire depuis 1905. Désormais, ce projet occupe une bonne part de son activité: il se consacre non seulement aux inscriptions araméennes, mais aussi phéniciennes, carthaginoises et berbères. En 1926, notamment, il achève le fascicule des inscriptions palmyréniennes découvertes jusqu'en 1925 (tome III, fasc. 1, 326 pages, publié en 1932). En 1947, il fait paraître un Recueil des inscriptions libyques.
En 1922, il publie en son nom personnel un ouvrage richement illustré (et luxueusement édité par l'Imprimerie nationale) intitulé Choix d'inscriptions de Palmyre. En 1935, il fait paraître une Littérature syriaque.

## Traduction
En 1896, traduction et commentaire, dans la Revue de l'Orient Chrétien, de la Vie du moine Rabban Youssef Bousnaya (mort en 979 à cent dix ans), par son disciple Jean Bar Khaldoun.

Moine syrien de l’Église nestorienne, Rabban Joseph Bousnaya (v. 869-979) a livré son enseignement à son disciple, Jean Bar Kaldoun, qui l'a retranscrit.
Jésus lève les yeux sur nous

« La miséricorde est l'image de Dieu, et l'homme miséricordieux est, en vérité, un Dieu habitant sur la terre. De même que Dieu est miséricordieux pour tous, sans distinction aucune, de même l'homme miséricordieux répand ses bienfaits sur tous également.

Prends garde de te laisser séduire par cette pensée qui pourrait te sourire : « Il vaut mieux que je sois miséricordieux pour celui qui nous est attaché à la foi que pour celui qui nous est étranger. » Ce n'est point là la miséricorde parfaite imitant Dieu qui répand ses bienfaits sur tous, qui fait lever son soleil et tomber la pluie sur les méchants et sur les bons (cf. Mt 5, 45).

La miséricorde ne mérite pas d'être louée seulement à cause de l'abondance des bienfaits, mais bien quand elle procède d'une pensée droite et miséricordieuse. Il y en a qui donnent et distribuent beaucoup et qui ne sont point réputés miséricordieux devant Dieu ; et il y en a qui n'ont rien, ne possèdent rien et qui ont pitié de tous dans leur cœur : ceux-ci sont considérés devant Dieu comme de parfaits miséricordieux, et ils le sont en effet. Ne dis donc point : « Je n'ai rien pour donner aux pauvre » ; et ne t'afflige pas intérieurement de ne pouvoir à cause de cela être miséricordieux. Si tu as quelque chose, donne ce que tu as ; si tu n'as rien, donne, ne fût-ce qu'un morceau de pain sec, avec une intention vraiment miséricordieuse, et cela sera considéré devant Dieu comme la miséricorde parfaite. Notre Seigneur n'a pas tant loué ceux qui jetaient beaucoup dans le tronc des offrandes, qu'il a loué la veuve pour y avoir mis deux piécettes qu'elle avait prises de son indigence, avec une pensée droite, pour les jeter dans le trésor de Dieu (cf. Lc 21, 1-4). »

— Jean Bar Kaldoun. Vie du moine Joseph Bousnaya, VIII, trad. J. B. Chabot, cité par P. Deseille, L'Évangile au désert, Paris, Cerf, 1965, p. 244-246.